# Balk (Yorkshire du Nord)
Pour les articles homonymes, voir Balk.
Balk est un village et une paroisse civile du Yorkshire du Nord, en Angleterre.